# 1. PBC Karben
Der 1. PBC Karben (vollständiger Name: 1. Pool Billard Club Karben e. V.) ist ein Billardverein aus Karben. Der 1997 gegründete Verein spielte in der Saison 2016/17 in der 1. Bundesliga.

## Geschichte
| Platzierungen seit 2001 | Platzierungen seit 2001  | Platzierungen seit 2001 |
| Saison                  | Liga (Spielklasse)       | Platz                   |
| ----------------------- | ------------------------ | ----------------------- |
| 2001/02                 | Verbandsliga 1 (4)       | 1                       |
| 2002/03                 | Oberliga Hessen (3)      | 4                       |
| 2003/04                 | Oberliga Hessen (3)      | 3                       |
| 2004/05                 | Oberliga Hessen (3)      | 5                       |
| 2005/06                 | Oberliga Hessen (3)      | 4                       |
| 2006/07                 | Oberliga Hessen (3)      | 1                       |
| 2007/08                 | Oberliga Hessen (3)      | 2                       |
| 2008/09                 | Oberliga Hessen (3)      | 8                       |
| 2009/10                 | Oberliga Hessen (4)      | 4                       |
| 2010/11                 | Oberliga Hessen (4)      | 1                       |
| 2011/12                 | Regionalliga Süd-Ost (3) | 4                       |
| 2012/13                 | Regionalliga Ost (3)     | 1                       |
| 2013/14                 | 2. Bundesliga Süd (2)    | 7                       |
| 2014/15                 | Regionalliga Mitte (3)   | 1                       |
| 2015/16                 | 2. Bundesliga Süd (2)    | 1                       |
| 2016/17                 | 1. Bundesliga (1)        | 7                       |
| 2017/18                 | 2. Bundesliga Süd (2)    |                         |

Der 1. PBC Karben wurde am 22. Januar 1997 gegründet. Ab der Saison 1997/98 nahm er am Spielbetrieb teil und schaffte in seinen ersten beiden Spielzeiten jeweils den Aufstieg, sodass er ab 1999 in der Landesliga spielte. In der Saison 2001/02 stieg der Verein als Meister der Verbandsliga in die Oberliga auf. Nachdem man in den folgenden vier Jahren jeweils im Mittelfeld der Tabelle gelandet war, erreichte man 2007 mit nur einer Saisonniederlage den ersten Platz, scheiterte aber knapp in den Aufstiegsspielen zur 2. Bundesliga. In der folgenden Saison belegte man den zweiten Platz. 2009 schaffte der PBC Karben als Achtplatzierter nur knapp den Klassenerhalt. In der Saison 2010/11 stieg der Verein als unbesiegter Oberligameister in die Regionalliga auf. Zwei Jahre später erreichte man mit zwölf Siegen aus vierzehn Saisonspielen den ersten Platz und schaffte damit den Aufstieg in die 2. Bundesliga. In der Saison 2013/14 folgte jedoch mit dem siebten Platz der Abstieg in die Regionalliga. In der folgenden Spielzeit gelang der nun um den früheren Bundesligaspieler Christoph Reintjes verstärkten Mannschaft als ungeschlagener Erstplatzierter der direkte Wiederaufstieg. Zur Saison 2015/16 wechselte Raphael Wahl zum PBC Karben. Am vorletzten Spieltag der Saison sicherte sich der Verein durch ein Unentschieden gegen die zweite Mannschaft von Fortuna Straubing den Aufstieg in die 1. Bundesliga, da der BSC Martinsried am letzten Spieltag nicht mehr gegen den PBC Karben antrat.
In ihre erste Bundesligasaison starteten die Hessen mit drei Niederlagen. Den ersten Punkt holten sie sich mit einem Unentschieden beim BC Queue Hamburg. Beim nächsten Spiel folgte gegen den PBC Sankt Augustin der erste Sieg. Am zehnten Spieltag gelang ihnen ein Unentschieden gegen den Titelverteidiger und Tabellenführer BSV Dachau, der wegen des gleichzeitig stattfindenden World Pool Masters jedoch auf mehrere Topspieler verzichten musste. Vom letzten Tabellenplatz kam Karben am vorletzten Spieltag weg, als das Heimspiel gegen Sankt Augustin gewonnen wurde. Da der Konkurrent Schwerte 87 ebenfalls siegte, stand anschließend dennoch der Abstieg fest. In seinem vorerst letzten Bundesligaspiel gegen den BC Oberhausen spielte der Verein zum fünften Mal Unentschieden. Zum September 2017 zog er in ein neues Vereinsheim und verließ das Pool-Planet Karben, das zuvor 20 Jahre als Spielstätte genutzt worden war.
Mehrere Spieler des PBC Karben wurden Deutsche Meister im Einzel. Den ersten Titel für den Verein gewann Holger Gries 2003 beim 14/1-endlos-Wettbewerb der Senioren. In den Jahren 2006, 2007, 2009 und 2011 gewann er insgesamt fünf weitere Titel in den Disziplinen 14/1 endlos, 8-Ball und 9-Ball. 2004 gewann Andreas Leykamm die deutsche Meisterschaft der Senioren im 8-Ball. 2005 wurde Andrea Kroll im 9-Ball Deutsche Meisterin in der Kategorie Ladies. Raphael Wahl wurde 2015 im 9-Ball als erstes Mitglied des Vereins Deutscher Meister der Herren.

## Zweite Mannschaft
| Platzierungen seit 2001 | Platzierungen seit 2001 | Platzierungen seit 2001 |
| Saison                  | Liga (Spielklasse)      | Platz                   |
| ----------------------- | ----------------------- | ----------------------- |
| 2001/02                 | Landesliga 2 (5)        | 1                       |
| 2002/03                 | Verbandsliga 1 (4)      | 7                       |
| 2003/04                 | Verbandsliga 2 (4)      | 2                       |
| 2004/05                 | Verbandsliga 2 (4)      | 5                       |
| 2005/06                 | Verbandsliga 2 (4)      | 8                       |
| 2006/07                 | Verbandsliga 2 (4)      | 8                       |
| 2007/08                 | Verbandsliga 2 (4)      | 2                       |
| 2008/09                 | Verbandsliga 2 (4)      | 8                       |
| 2009/10                 | Verbandsliga 1 (5)      | 2                       |
| 2010/11                 | Oberliga Hessen (4)     | 8                       |
| 2011/12                 | Oberliga Hessen (4)     | 9                       |
| 2012/13                 | Verbandsliga 1 (5)      | 1                       |
| 2013/14                 | Oberliga Hessen (4)     | 9                       |
| 2014/15                 | Oberliga Hessen (4)     | 6                       |
| 2015/16                 | Oberliga Hessen (4)     | 1                       |
| 2016/17                 | Regionalliga Mitte (3)  | 2                       |
| 2017/18                 | Verbandsliga 1 (5)      |                         |

Die zweite Mannschaft des 1. PBC Karben stieg 2002 unbesiegt in die Verbandsliga auf. Dort schaffte sie in der Saison 2002/03 nur knapp den Klassenerhalt. Nachdem man 2004 und 2008 als Zweitplatzierter den Aufstieg verpasst hatte, stieg die Mannschaft in der Saison 2009/10 in die Oberliga auf. Dort sicherte man sich 2011 noch knapp den Klassenerhalt, bevor 2012 der Abstieg in die Verbandsliga folgte. In der Saison 2012/13 erreichte die Mannschaft ohne Niederlage den ersten Platz – sechs Punkte vor der zweitplatzierten dritten Mannschaft des Vereins – und schaffte damit den direkten Wiederaufstieg. In der folgenden Spielzeit kam man als Neunter auf einen Abstiegsplatz. Da die vierte Mannschaft des PBC Karben jedoch in der Verbandsliga den zweiten Platz erreichte, verblieb die zweite Mannschaft in der Oberliga. In der Saison 2015/16 erreichte sie mit nur einer Saisonniederlage den ersten Platz und stieg in die Regionalliga auf. In der folgenden Spielzeit erzielte das Team seinen bis dahin größten Erfolg, es wurde Vizemeister der Regionalliga Mitte. Am zwölften Spieltag hatte man gegen den Tabellenführer BV Brotdorf verloren, wodurch dieser außer Reichweite rückte. Zur Saison 2017/18 wurde die zweite Mannschaft in die Verbandsliga zurückgezogen.

## Aktuelle und ehemalige Spieler
(Auswahl)
- Silvia Karp
- Heiko Roth
- Stefan Roth
- Holger Gries
- Janosch Hollich
- Roberto Garcia-Simoi
- Stefanie Geier
- Frank Karp
- Andreas Ott
- Lee Kwok Hung
- Eray Besler
- Thomas Ketzler
- Steffen Hodek
- Sven Kühn
- Christoph Schubert
- Sven Wesner
- Manuel Konrad
- Markus Steinmeyer
- Bülent Uzun
- Olaf Van Nieuwland

## Erfolge
- Meister der 2. Bundesliga Süd: 2016